# Reserva de contingência
Reserva de contingência é um item do patrimônio líquido das empresas. Como o próprio nome diz, é uma reserva para uma contingência, ou seja, para um evento incerto no futuro. Constitui-se pela destinação dos lucros da companhia para formação de uma reserva que irá absorver perdas prováveis e estimáveis, como calamidades naturais ou greves. Essa reserva tem o efeito de distribuir as perdas, evitando que apareça um prejuízo muito grande na demonstração do resultado do exercício e no balanço patrimonial, o que afetaria negativamente a imagem da companhia.

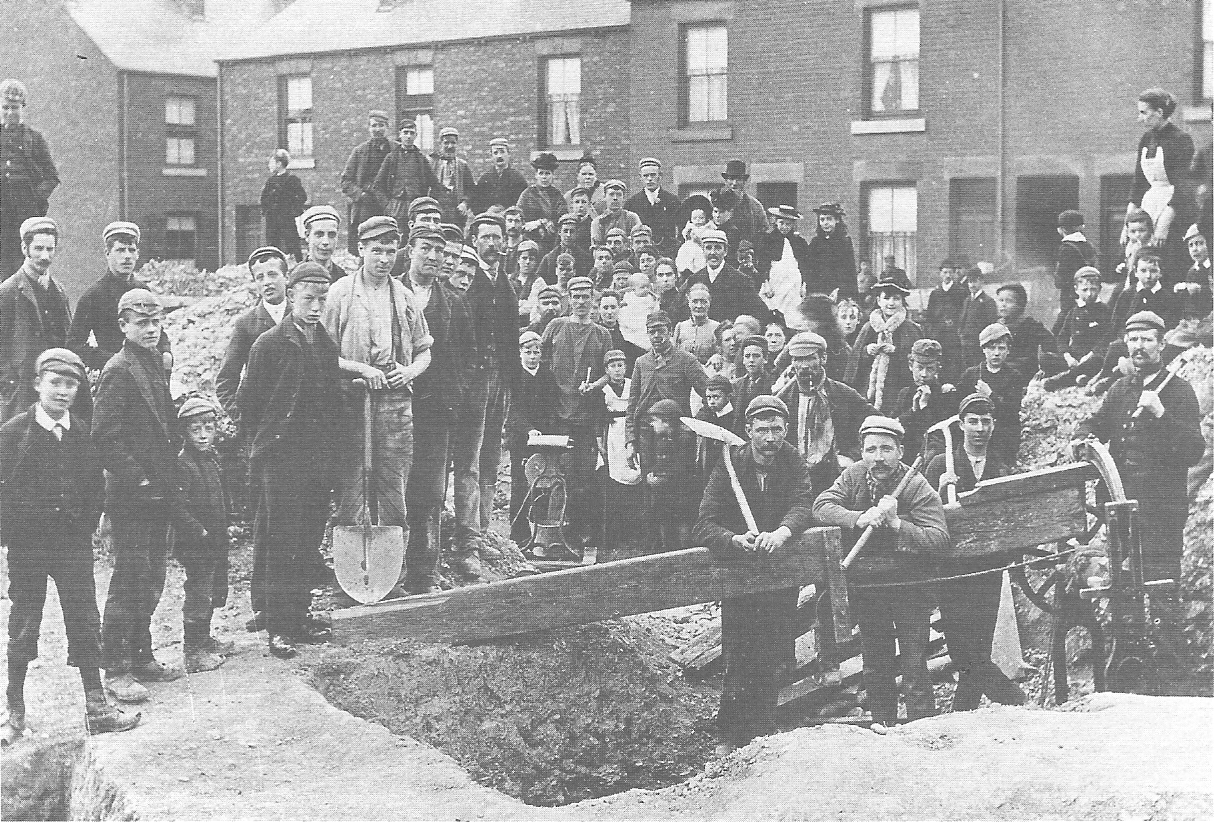
Greve de mineiros em 1893: um exemplo de contingência